# Hydro-Québec
Hydro-Québec là cơ sở công quản lý phát điện, truyền tải và phân phối điện trong Quebec.
Nó được thành lập bởi Chính phủ Quebec vào năm 1944 từ việc chiếm đoạt các công ty tư nhân. Tiếp theo đó là sự đầu tư lớn vào các dự án thủy điện như Thác Churchill và Dự án James Bay. Ngày nay, với 63 thủy điện trạm điện, công suất đầu ra kết hợp là 36.912 megawatt. Nguồn điện bổ sung được xuất khẩu từ tỉnh và Hydro-Québec cung cấp 10% nhu cầu năng lượng của New England.
Hydro-Québec là một doanh nghiệp nhà nước có trụ sở tại Montreal. Trong năm 2015, họ đã trả 2,36 tỷ đô la CAD cổ tức cho cổ đông, Chính phủ Québec. Tỷ lệ điện năng dân cư của nó là một trong những mức thấp nhất ở Bắc Mỹ.
Hơn 40 phần trăm tài nguyên nước của Canada ở Québec và Hydro-Québec là nhà sản xuất thủy điện lớn thứ tư trên thế giới.
Logo công ty, chữ "Q" được cách điệu từ hình tròn và tia sét, được thiết kế bởi hãng thiết kế đóng ở Montreal Gagnon/Valkus năm 1960.